# صقعي (تمر)
الصقعي هو نوع من أنواع التمور التي تنتجها محافظة الخرج في المملكة العربية السعودية، يتميز بأن نفس الثمرة لها مزيج من اللونين الأحمر والأصفر، وذات شكل اسطواني، وأنه لايوجد فيه أي نسبة من السكر الأبيض، فقط  يحتوي على سكر الفواكه وسكر العنب. 

## نسبة السكريات
| النوع                 | النسبة |
| --------------------- | ------ |
| فركتوز                | %22.98 |
| جلوكوز                | %23.07 |
| سكروز                 | %0.01  |
| مجموع السكريات 46.07% |        |

## فئات تمور الصقعي
هناك 3 أنواع من تمور الصقعي: 
1. الممتازة: والتي يقدر وزنها الأدنى ب 14 غم.
2. الأولى: والتي يقدر وزنها الأدنى ب 10 غم.
3. الثانية: والتي يقدر وزنها الأدنى 7 غم. [5]

## مقاييس التمر الصقعي
تعد تمور الصقعي واحدة من تمور المملكة السعودية حيث تخضع للمواصفات الاسترشادية القياسية ومعايير جودة التمور التي تضعها عدة وزارات من ضمنها وزارة الزراعة والمياه والبيئة لتسهيل عملية التجارة المحلية والدولية، وحماية مصالح المستهلكين وتشجيع الانتاج عالي الجودة ورفع العائد الاقتصادي للمصدرين والمنتجين. اضافة الى ذلك تتطابق تمور الصقعي مع معايير الجودة الزراعية للتمور الى جانب 17 صنف يعتبر من أهم أنواع التمور في المملكة السعودية من قبل التجار والمنتجين والمستوردين.